# Phalangium opilio
Espèce
Phalangium opilio est une espèce d'opilions eupnois de la famille des Phalangiidae.

## Distribution
Cette espèce est originaire de l'écozone paléarctique tempérée. Elle a été introduite en Amérique du Nord, en Afrique du Nord et en Nouvelle-Zélande.

## Habitat
Ce petit opilion vit dans les régions humides, notamment les marais et les tourbières, mais également dans les forêts, les champs, les broussailles, les pelouses, les jardins, autour des murs et des clôtures.

## Description
Ses longues pattes sont brun orangeâtre à noires, et pourvues de nombreuses petites épines disposées en 4 ou 6 rangs parallèles sur les fémurs, tibias et tarses. Le patella équivaut à la moitié du tibia. La seconde paire de pattes est la plus longue.
Ses hanches, ses chélicères et ses pédipalpes sont jaune orangé. Son corps présente une face dorsale légèrement segmentée, grisâtre et verruqueuse. L'ornementation dorsale varie grandement selon les spécimens. Ses yeux sont noirs, globuleux et saillants sur la face dorsale. La face ventrale est blanche.

### Dimorphisme sexuel
Le mâle se distingue par ses chélicères en forme de cornes.

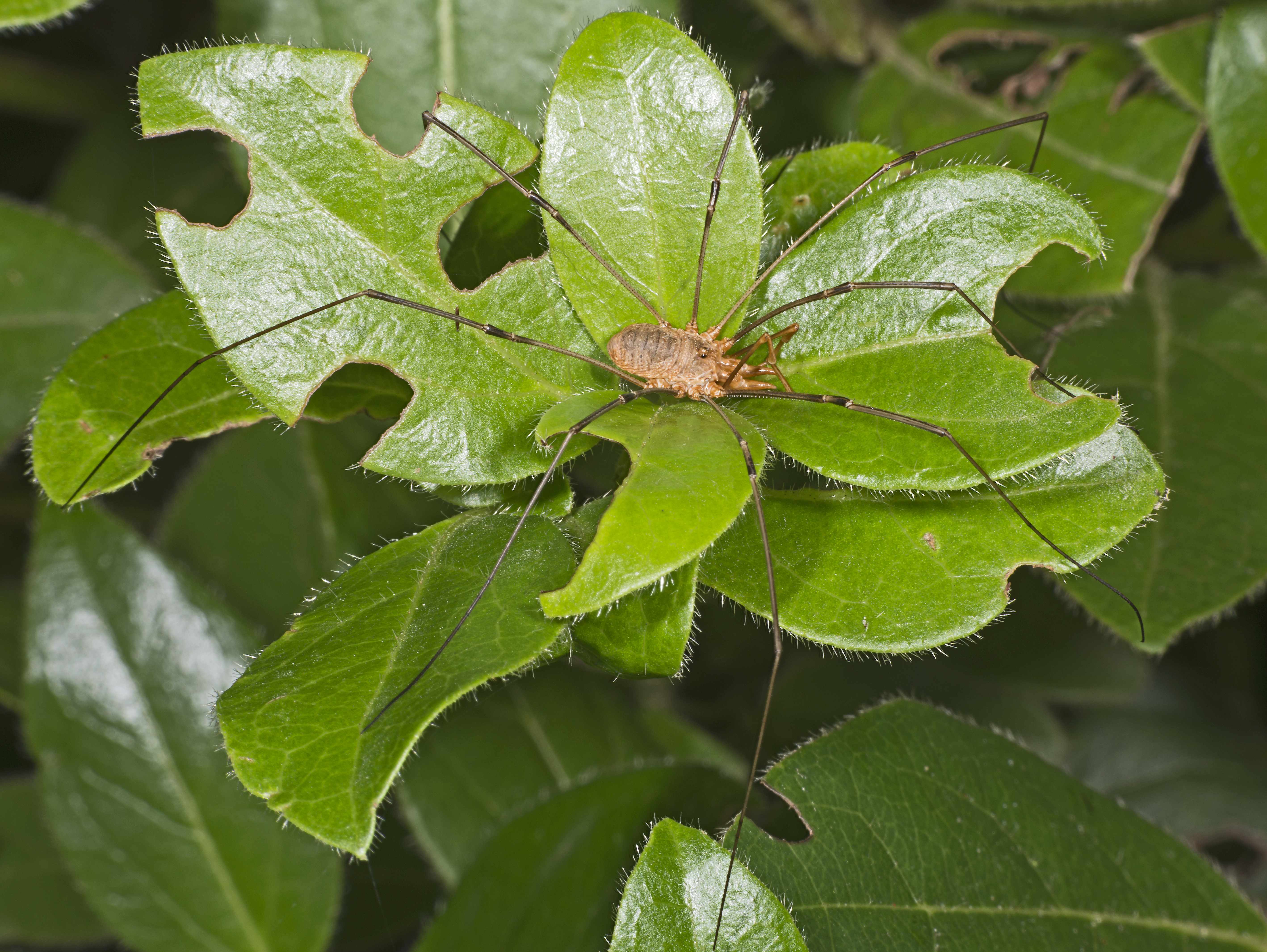
Mâle.
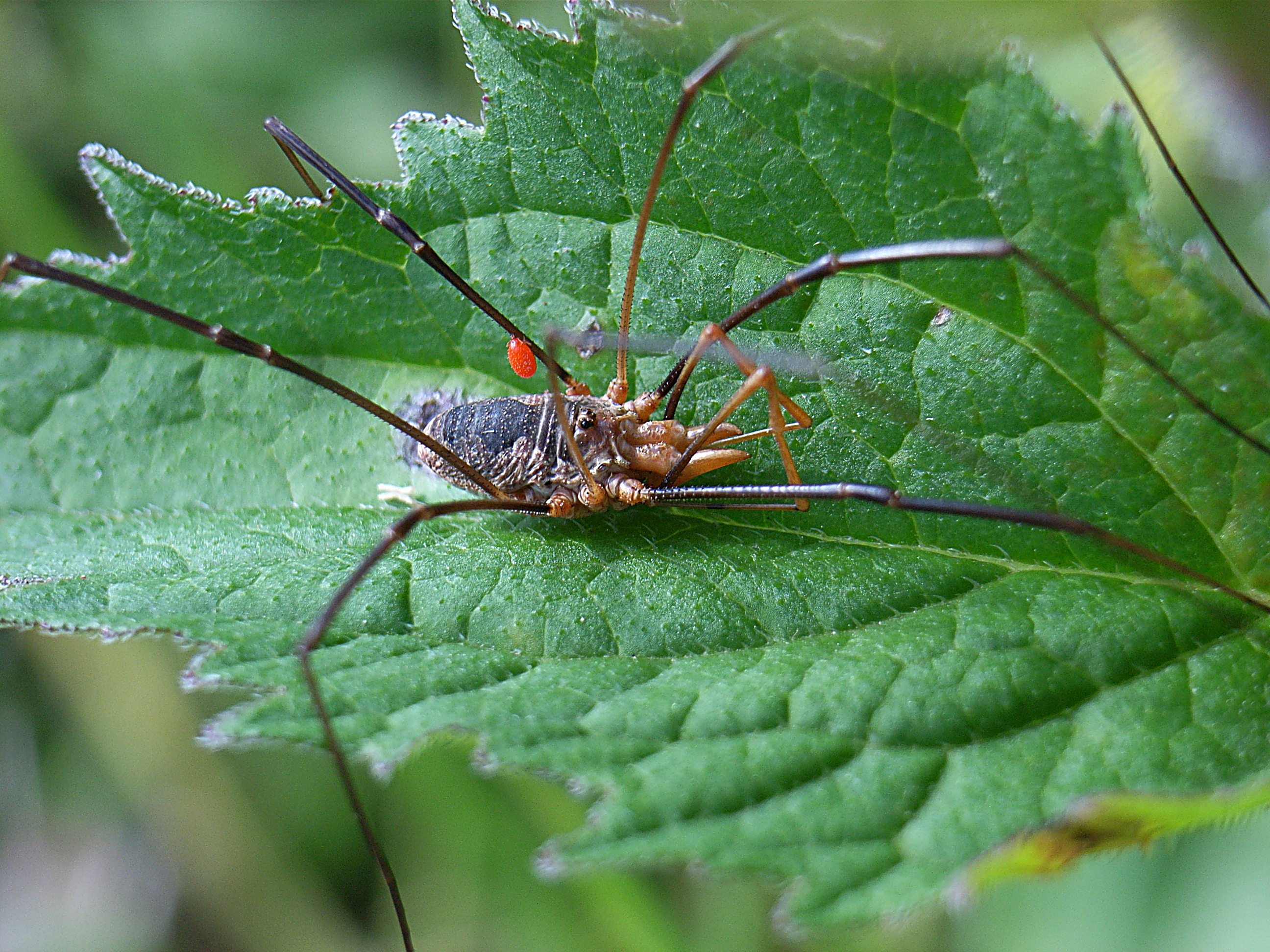
Chélicères du mâle.
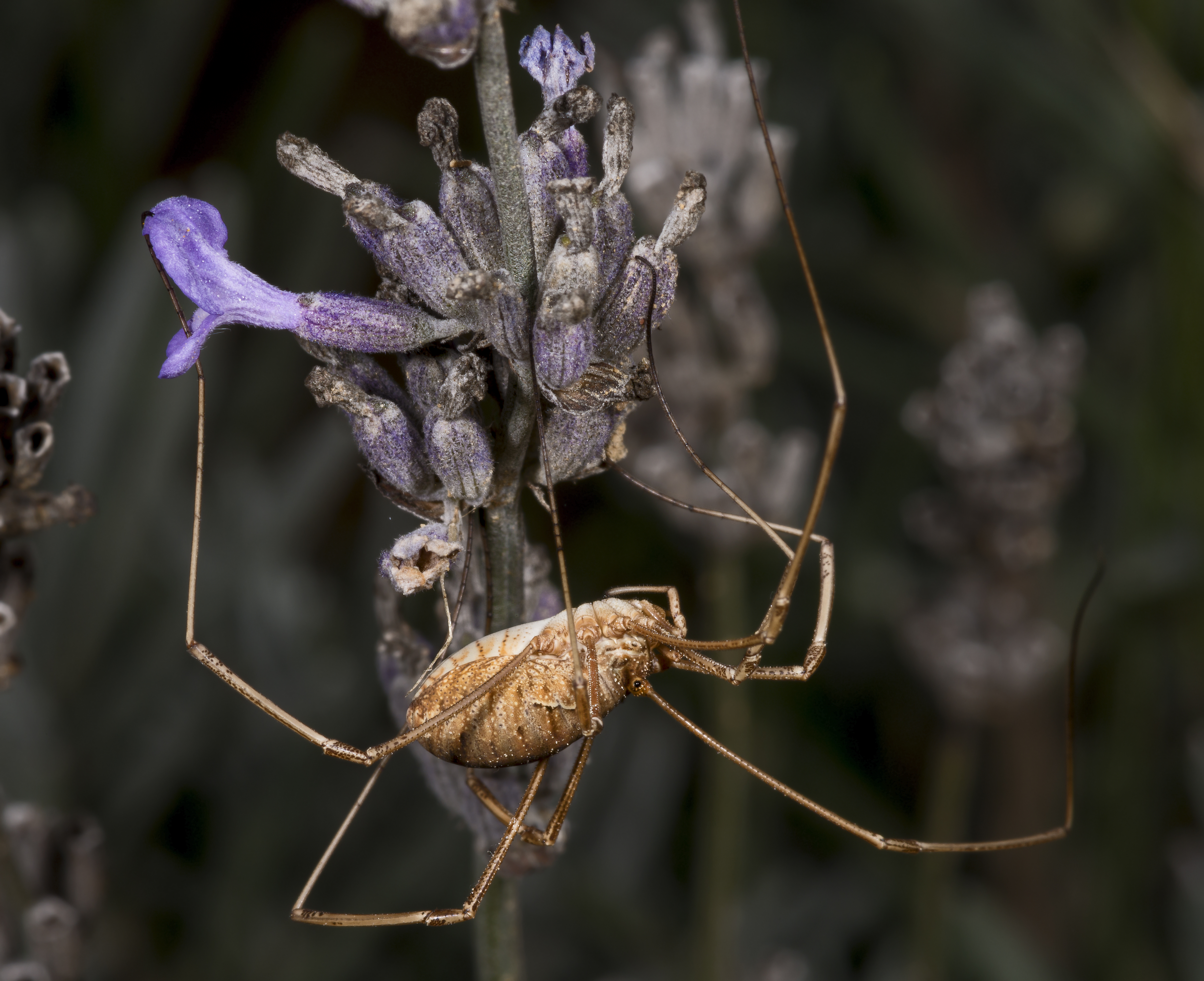
Femelle profil.
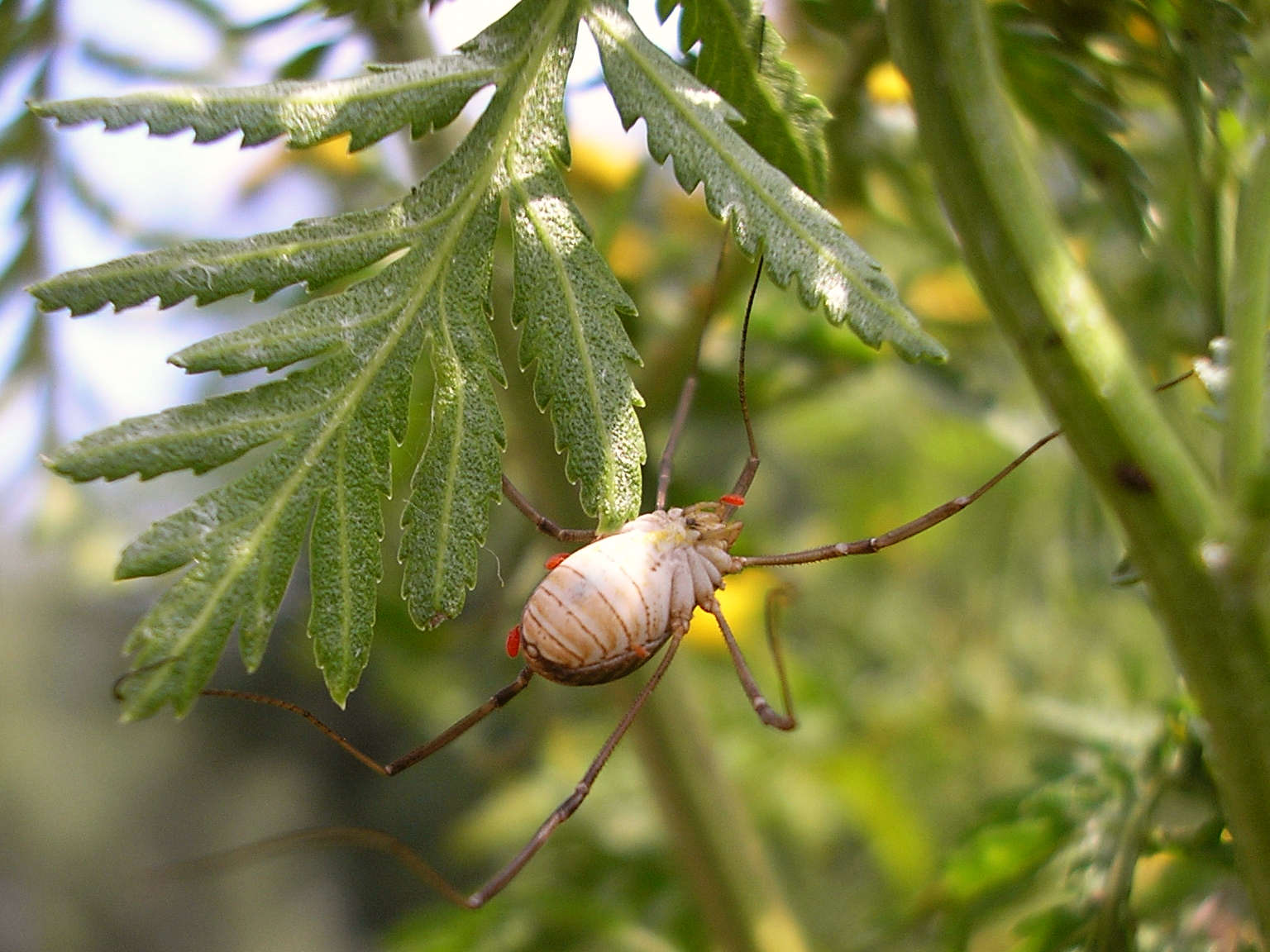
Femelle face ventral blanche.
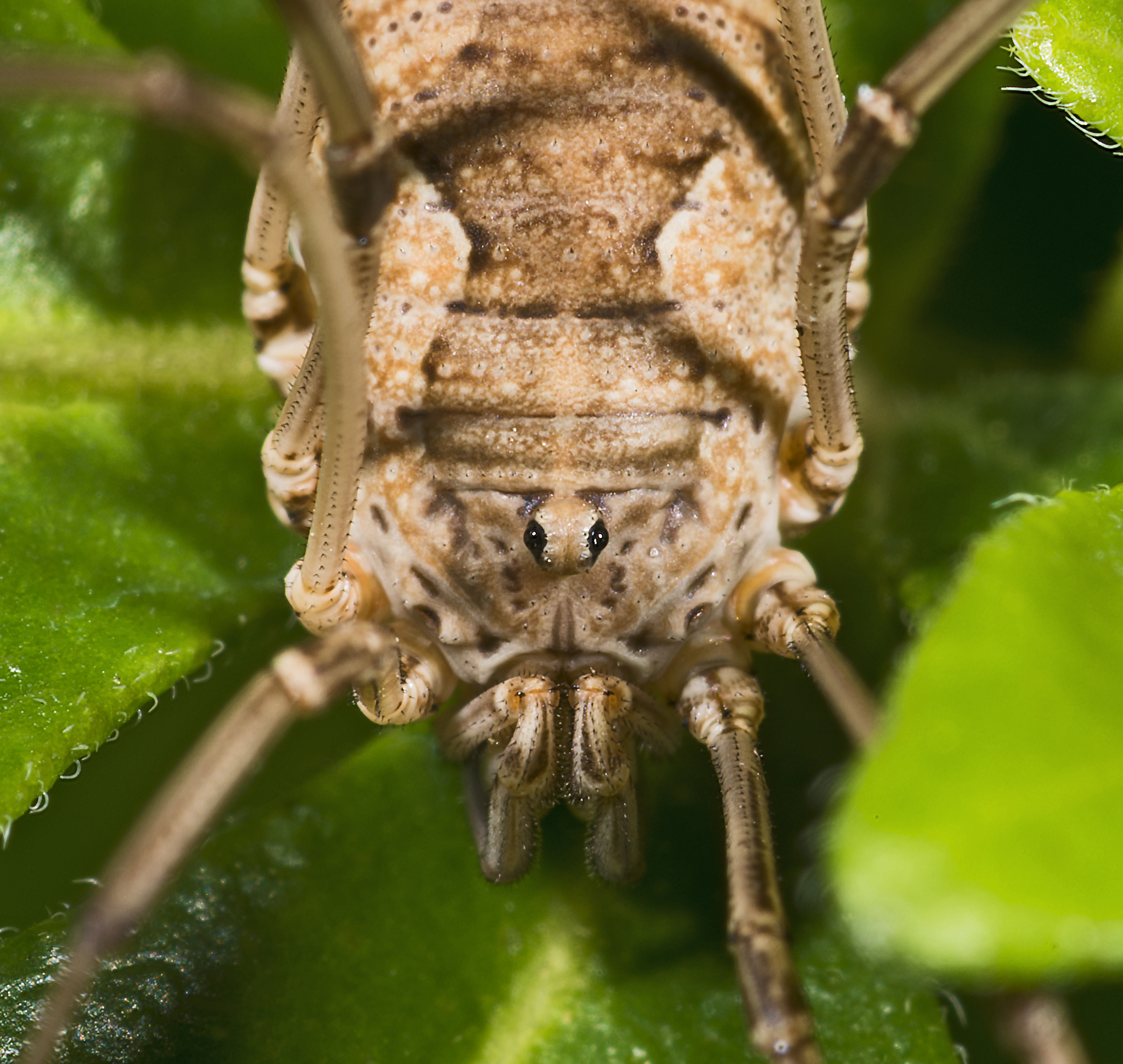
Femelle.
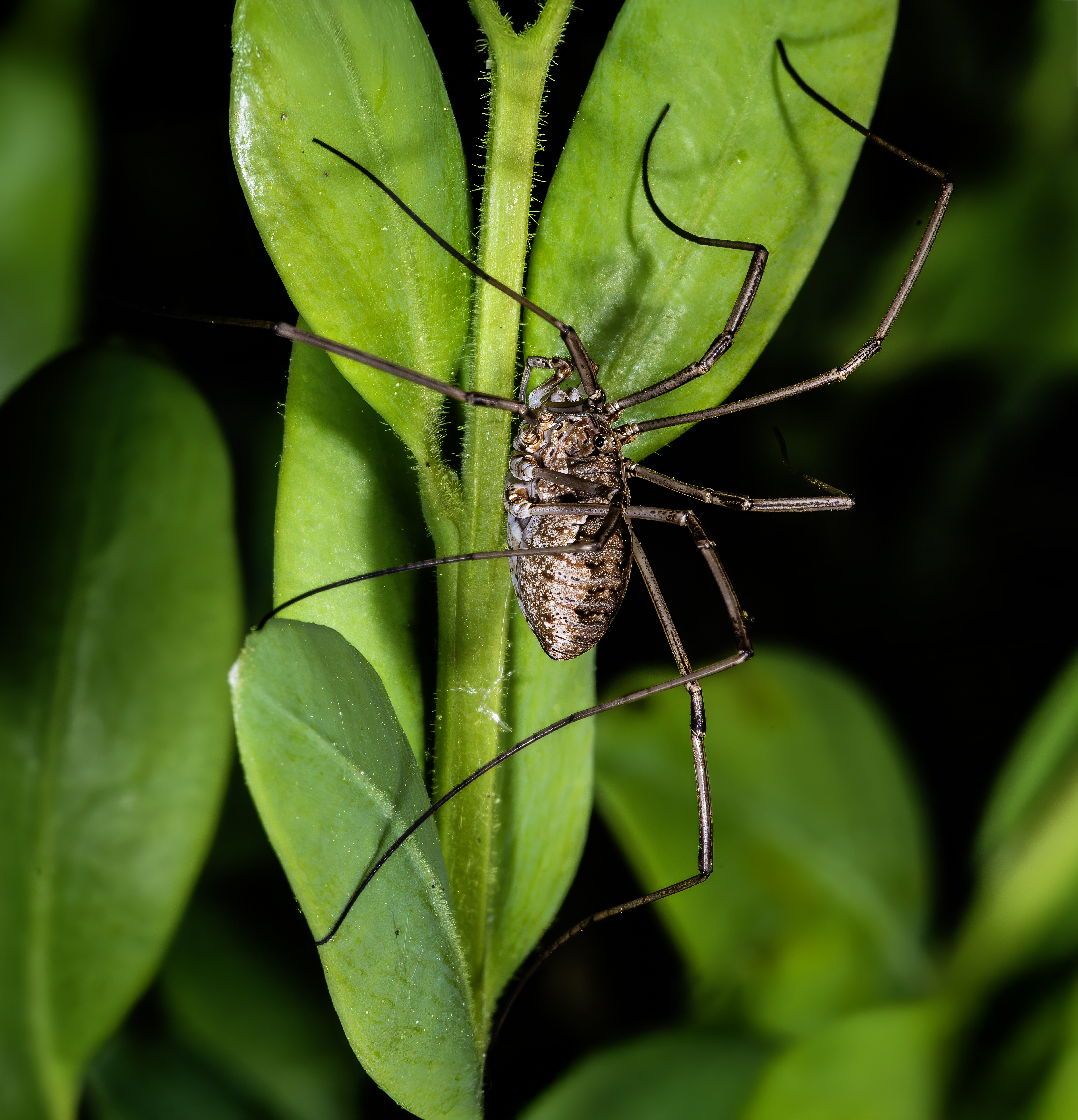
Femelle sur Buxus sempervirens
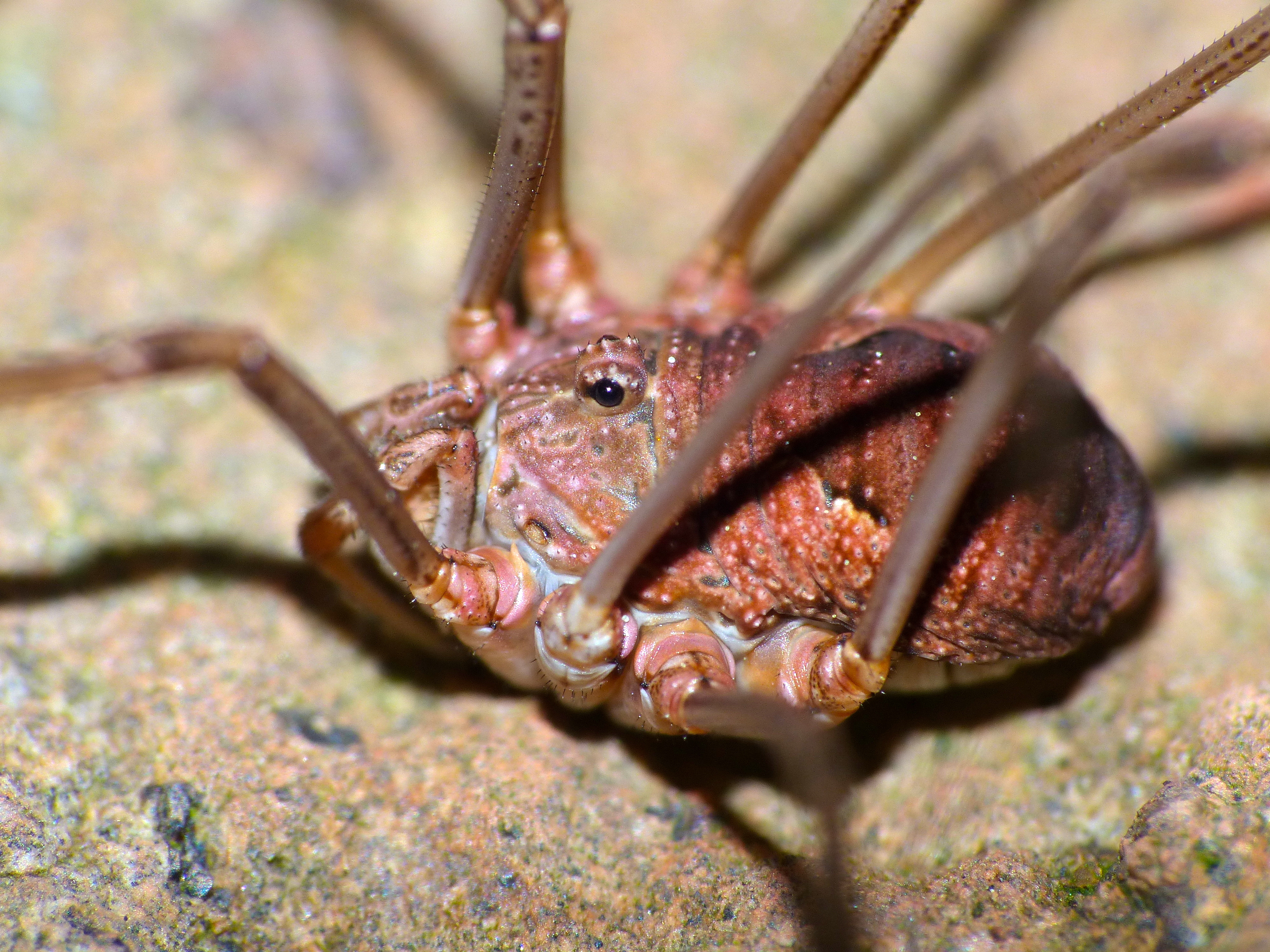
Femelle.
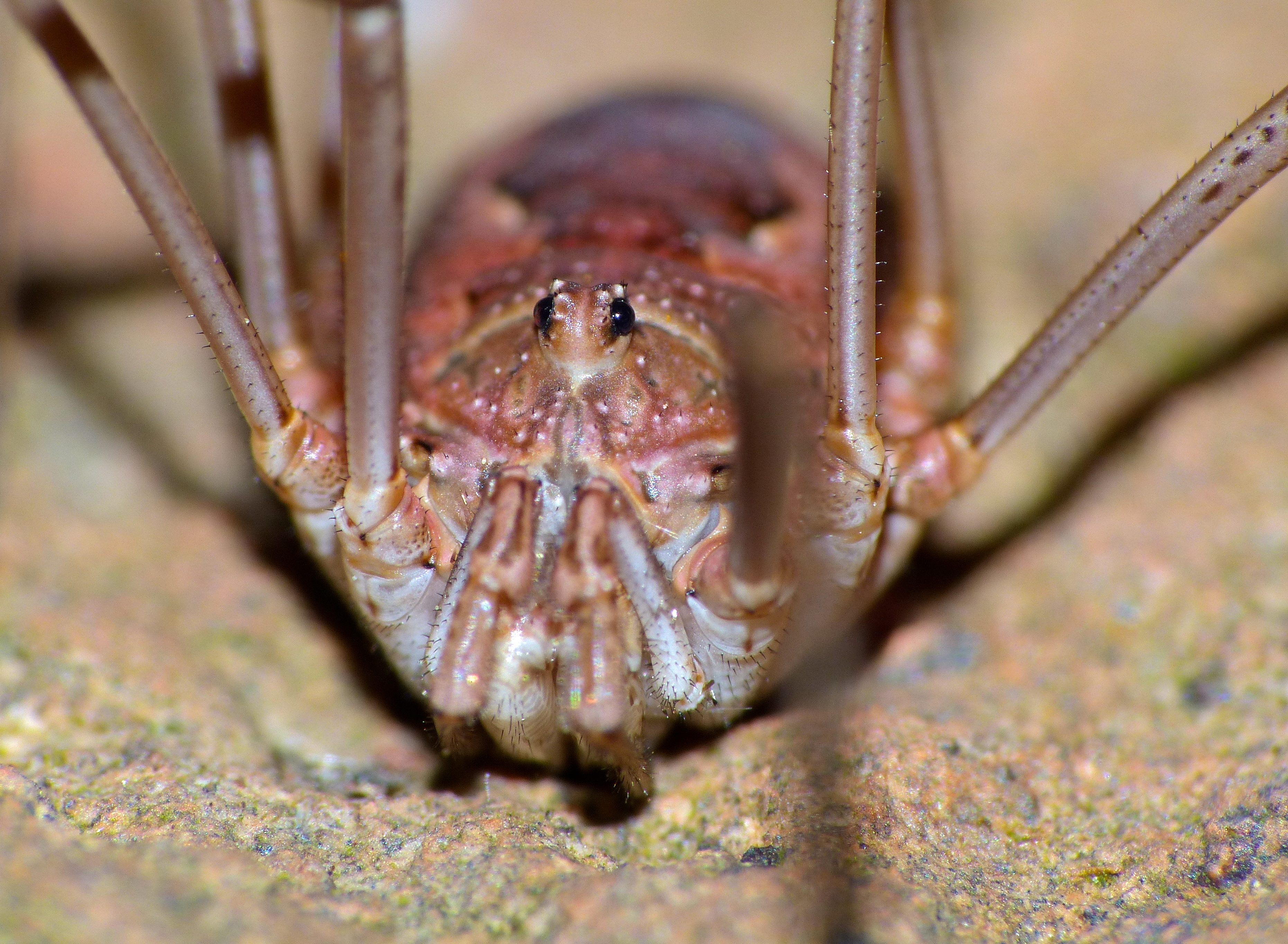
Femelle.

## Cycle
Mature à la fin de l'été, d'où le nom de faucheux ou faucheur.

## Alimentation
C'est un arthropode nocturne qui se nourrit de petits animaux vivants ou morts.

## Confusion
Malgré sa ressemblance, un opilion n'est pas une araignée. Il est dépourvu de glandes sérigènes et ne peut produire de soie, ses pattes comportent de 20 à 80 segments, et son corps est uni. Chez l'araignée, le corps comprend un céphalothorax et un prosome. Enfin, la femelle pond ses œufs dans une crevasse ou dans l'écorce d'un arbre, grâce à un ovipositeur télescopique.
Odiellus pictus se distingue aisément à son motif contrastant sur sa face dorsale, et particulièrement à ses tarses composés de nombreux articles.

## Systématique et taxinomie
Cette espèce a été décrite par le naturaliste suédois Carl von Linné en 1758.
Cette espèce admet de nombreux synonymes :
- Phalangium cornutum Linnaeus, 1767
- Cerastoma curvicorne C. L. Koch, 1839
- Cerastoma brevicorne C. L. Koch, 1839
- Phalangium longipes Gervais, 1844
- Phalangium canescens Meade, 1855
- Opilio molluscus L. Koch, 1867
- Opilio praefectus L. Koch, 1867
- Cerastoma tirolense L. Koch, 1869
- Cerastoma capricorne L. Koch, 1869
- Cerastoma aduncum L. Koch, 1870
- Cerastoma dentatum C. L. Koch, 1871
- Phalangium langicorne Simon, 1882
- Phalangium longipalpus Weed, 1890
- Eudasylobus unicolor Roewer, 1911
- Opilio angulatichelis Roewer, 1952
- Phalangium calabrianum Roewer, 1956
- Eudasylobus polonicus Roewer, 1956
- Dentizacheus minor Rambla, 1966

## Publication originale
- Linnaeus, 1758 : Systema naturae per regna tria naturae, secundum classes, ordines, genera, species, cum characteribus, differentiis, synonymis, locis, ed. 10 (texte intégral).